# Фуенсанта Ньєто
Фуенса́нта Ньє́то (ісп. Fuensanta Nieto; 1957, Мадрид) — іспанська архітекторка.

## Біографія

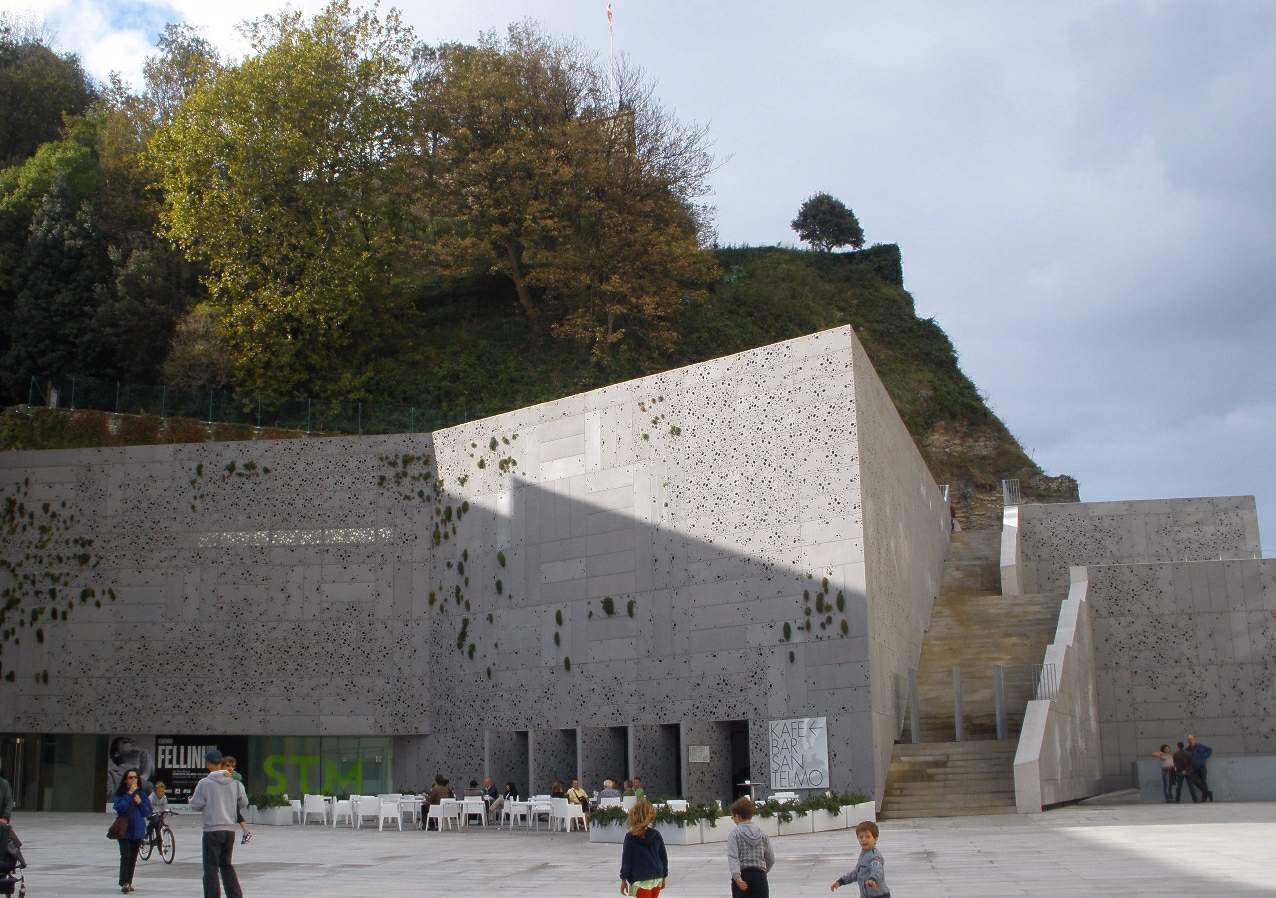
Музей Сан-Тельмо, Сан-Себастьян, Іспанія. 2006—2012

Закінчила Мадридський політехнічний університет та Школу архітектури і міського планування при Колумбійському університеті у Нью-Йорку у 1981 році. У 1985 році разом з Енріке Собехано заснувала архітектурне бюро «Nieto Sobejano Arquitectos» у Мадриді. Професорка Європейського університету Мадрида (UEM). У 1986—1991 роках — співдиректорка архітектурного журналу «ARQUITECTURA», що видається Офіційною асоціацією архітекторів Мадрида (COAM).

## Основні проекти
- Центр Арво Пярта, Таллінн, Естонія (планується; дата завершення будівництва — 2018)
- Краєзнавчий музей Йоаннеум (реконструкція подвір'я), Грац, Австрія (2007—2012)
- Центр сучасного мистецтва, Кордова, Іспанія (2006—2012)
- Музей Сан-Тельмо, Сан-Себастьян, Іспанія (2006—2012)
- Музей Медіна аз-захра, Кордова, Іспанія (2002—2009)
- Музей в замку Моріцбург, Галле, Німеччина (2005—2008)
- Музей Кастільйо-де-ла-Лус (нове крило), Гран-Канарія, Іспанія (2003—2004)

## Нагороди
- 2012 — Європейський музей року (Музей Медіна аз-захра)
- 2015 — Медаль Алвара Аалто (разом з Енріке Собехано)